# 新入駅
新入駅（しんにゅうえき）は、福岡県直方市大字下新入にある、九州旅客鉄道（JR九州）筑豊本線（福北ゆたか線）の駅である。駅番号はJC20。

## 歴史
- 1989年（平成元年）3月11日：九州旅客鉄道が開設[1][2]。
- 2001年（平成13年）1月22日：自動改札機を設置し、供用開始[3]。
- 2009年（平成21年）3月1日：ICカード「SUGOCA」の利用が可能となる[4]。
- 2017年（平成29年）3月4日：当駅以北の10駅と共に駅遠隔案内システム（Smart Support Station）「ANSWER」の導入に伴い無人化[5][6]。

## 駅構造
相対式ホーム2面2線を有する地上駅。互いのホームは構内踏切で連絡している。駅舎のデザインは、かつて筑豊地区で石炭輸送に使用されていた小舟「五平太舟」をモチーフとしたものである。
無人駅であり、簡易自動券売機および簡易SUGOCA改札機が設置されている。SUGOCAの利用が可能であるが、カード販売は行わずチャージのみ取り扱いを行う。

### のりば
| のりば | 路線         | 方向 | 行先             |
| ------ | ------------ | ---- | ---------------- |
| 1      | 福北ゆたか線 | 下り | 直方・新飯塚方面 |
| 2      | 福北ゆたか線 | 上り | 折尾・若松方面   |

## 利用状況
2020年度の1日平均乗車人員は285人である。
| 乗降人員推移 | 乗降人員推移 | 乗車人員推移 |
| 年度         | 1日平均人数  | 1日平均人数  |
| ------------ | ------------ | ------------ |
| 2007年       | 649          |              |
| 2008年       | 666          |              |
| 2009年       | 662          |              |
| 2010年       | 718          |              |
| 2011年       | 727          |              |
| 2012年       | 776          |              |
| 2013年       | 824          |              |
| 2014年       | 792          |              |
| 2015年       | 846          |              |
| 2016年       | 860          |              |
| 2017年       |              | 376          |
| 2018年       |              | 368          |
| 2019年       |              | 370          |
| 2020年       |              | 285          |

## 駅周辺
直方市の北部に位置する。駅の東側を県道27号線が通っている。かつては構内東隣に直方運輸センター（旧・直方気動車区）があったが、電化の際に直方駅構内に移転し撤去されている。直方気動車区が存在していた頃は、気動車区と直方駅との間の乗務員の便乗もよく行われていた。近年、駅周辺ではスーパーマーケットや飲食店等が進出している。
- 福岡県道27号直方芦屋線
- 直方市立直方第三中学校
- マックスバリュ直方新入店（駅前）
- サンリブのおがた - 2016年秋、直方駅前より移転した。
- 新入パワータウン

## 隣の駅
九州旅客鉄道（JR九州）
 福北ゆたか線（筑豊本線）
■快速（下りのみ運転）・■普通
筑前植木駅（JC21） - 新入駅（JC20） - 直方駅（JC19）